# Imre Bácskai
Imre Bácskai (* 21. Juni 1961 in Budapest) ist ein ehemaliger ungarischer Boxer.
Er ist der Vater des Boxers Balázs Bácskai.

## Boxkarriere
Er wurde 1980 Ungarischer Jugendmeister im Halbweltergewicht, sowie Ungarischer Meister bei den Erwachsenen 1981 und 1983 im Halbweltergewicht, 1986 und 1988 im Weltergewicht, sowie 1989 im Halbmittelgewicht.
Bei den Olympischen Spielen 1980 in Moskau verlor er im Achtelfinale gegen Serik Qonaqbajew und bei den Olympischen Spielen 1988 in Seoul noch in der Vorrunde gegen Laurent Boudouani. Bei den Wettkämpfen der Freundschaft in Havanna, einer Gegenveranstaltung zu den Olympischen Sommerspielen 1984 in Los Angeles, gewann er nach einer Halbfinalniederlage gegen Candelario Duvergel eine Bronzemedaille im Halbweltergewicht.
Darüber hinaus gewann er jeweils die Silbermedaille im Halbweltergewicht beim Weltcup 1983 in Rom und der Europameisterschaft 1985 in Budapest. Bei der EM hatte er Vincenzo Nardiello, Ulrich Junger und Mirko Puzović besiegt, ehe er im Finale gegen Siegfried Mehnert verloren hatte.
Zudem war er Achtelfinalist der Europameisterschaft 1981 und Viertelfinalist der Europameisterschaft 1983.
1990 bestritt er zwei sowie 1996 erneut einen Profikampf.